# エウヘニ・バルデラマ
エウヘニ・バルデラマ・ドメネク（Eugeni Valderrama Domènech、1994年7月19日 - ）は、スペイン・カタルーニャ州タラゴナ出身のサッカー選手。UDイビサ所属。ポジションはMF。

## クラブ経歴
2006年にFCバルセロナのカンテラに入団するもトップチーム昇格には至らず、2011年に退団してジムナスティック・タラゴナの下部組織に移った。202-2013シーズンに同クラブででプロデビューすると、プロ1年目にして主力として活躍した。
この時19歳だったことから、様々なクラブから獲得オファーが届いた。この中から、エウヘニはセビージャFC行きを決めた。しかし、セビージャではトップチームはおろか、Bチームでも満足行く結果が残せず、2015年にクラブを退団した。その後は下位リーグのクラブを転々とし、2018年7月5日、SDウエスカに3年契約で移籍した。移籍後すぐにアルバセテ・バロンピエへとレンタルされた。
レンタルバック後、レギュラーに定着し、クラブ2度目のプリメーラ・ディビシオン (1部) 昇格に貢献した。
2022年1月26日、レアル・サラゴサに2年半契約で加入した。